# Рајко Лукач
Рајко Лукач (Међеђа, 3. март 1952 — Београд, 6. април 2024) био српски песник, приповедач, књижевни преводилац и писац књига за децу.

## Биографија
Рођен и одрастао у Међеђи код Босанске Дубице, где се и школовао, као и у Старом Петровом Селу и Босанској Дубици.
После прве године на Филозофском факултету у Задру, студије наставља на Филолошком факултет у у Београду, где је дипломирао на групи за српскохрватски језик и југословенске књижевности.
Од 1971. године живи у Београду, где је радио као професор неколико месеци, а најдуже је радио као новинар. Био је сарадник у маркетингу, уредник и водитељ књижевних трибина, саветник за књижевност и сарадник и уредник неколико издавачких кућа.

## Дела

### Књиге поезије
- Плавуша и путник (Рад, Народна књига, БИГЗ, Београд, 1977)
- Спирално степениште (Народна књига, Београд, 1982)
- Књига паљеница (Видици, Београд, 1986)
- Одливци и силуете (Српска књижевна задруга, Београд, 1987)
- Који куну дане и ноћи (Веселин Маслеша, Сарајево, 1990)
- Ухолаже (Рад, Београд, 1994)
- Јапија за ћивот (“Нолит”, Београд, 1994)
- Реликвијар (“Метапринт”, Козарска Дубица, 1994)
- Биштање пред лапот (БИГЗ, Београд, 1995)
- Јона из фиоке (Матица српска, Нови Сад, 1997)
- Плес двојника (Задужбина “Петар Кочић”, Бањалука – Београд, 2004)
- Трпеза (“Граматик”, Београд, 2008)
- Записи из подземног пролаза (Народна библиотека “Стефан Првовенчани”, Краљево 2010)
- Хор ара (Народна библиотека “Стефан Првовенчани”, Краљево, 2015)
- Танц со сирените – избор поезије у преводу на македонски (“Галикул”, Скопље, 2016)
- У трагању за изгубљеним читаоцима („Граматик“, 2016)

### Поезија за децу
- Мачја пређа (“Граматик”, Београд 2008)
- Хвалисавко у копачкама од седам миља (“Граматик”, Београд 2009)
- Пајаци на пијаци („Граматик“, 2016)

### Романи
- Чипкарска школа (“Албатрос”, “Филип Вишњић”, Београд, 1988)
- Љетне санте (“Нолит”, Београд, 1995)
- Божији угодници (“Стубови културе”, Београд, 1998)
- Архивске гробнице (“Стубови културе”, Београд, 2002)
- Хроничар (“Чигоја штампа”, Београд, 2005)
- Звоно над међама (“Албатрос плус”, Београд, 2015)
- Дивит и рукописи (Агора, Зрењанин, 2017)

### Романи за децу и омладину
- Најгори надимак на свету (“Bookland”, Београд, 2011)
- Ухвати вјетар (“Bookland”, Београд, 2012)
- Страшније од најстрашнијег (Издаваштво РТС, Београд, 2016)

### Књиге прича
- Мојин краљ (“Стубови културе”, Београд, 1996)
- Шеталиште хромих (“Глас Српске”, Бања Лука, 2001).
- Самртни загрљај (“Албатрос”, “Филип Вишњић”, Београд, 2006)
- Писац на усијаном лименом крову библиотеке (Дерета, Београд, 2017)

### Радио-драме
- Свечана аутопсија у Матици српској (Радио-Београд, 1984)
- Мојин краљ (Радио-Београд, 1999)

### Позоришна драма
- Фајронт на Гвозду (суплемент часописа “Повеља”, Краљево, 2011)

### ТВ-драма
- Фајронт на Гвозду (На конкурсу РТС-а 2007. предложена за откуп и реализацију)

### Приређена дела
- Антологија приповедака српских књижевница (Zepter Book World , Београд, 2002)

### Преводи
- Лирски додекамерон – македонска млада поезија („Граматик“, 2016)